# Tusschenloegen
Tusschenloegen – wieś w Holandii, w prowincji Groningen, w gminie Menterwolde.